# Mezolit na ziemiach polskich
- Mezolit tak samo jak paleolit czy neolit nie jest okresem, o którym wiemy dużo. Na ziemiach polskich jest on o tyle zagadkowy, ze względu na to że:
  - Nie ma zbyt dużo śladów archeologicznych z tamtego okresu
  - Nie wyróżnia się on szczególnie od poprzedzającej ani następującej po nim epoki, na terenach należących obecnie do Polski był to w znacznie większym stopniu okres przejściowy pomiędzy paleolitem a neolitem aniżeli (tak jak np. na Bliskim Wschodzie) czasem, w którym ludność osiada na danych terenach bo i zwierzyna przestaje migrować.

## Mezolit wczesny (okres komornicki)
- Mezolit w Polsce rozpoczął się wraz z początkiem nowej epoki geologicznej – holocenu około 8000 lat p.n.e.[1]
- Kultury końcowego paleolitu cechowała jednolitość. Zarówno na ziemiach polskich, francuskich a nawet niektórych państw bałkańskich dominowały takie same kultury niemal niczym się od siebie nie różniące. Na samym początku mezolitu widać wyraźne, acz niecałkowite wyodrębnienie się kultur i ich podział na coraz mniejsze grupy lokalne. Na ziemiach polskich taką rolę pełniła kultura komornicka. Wywiodła się ona około 9 tys. p.n.e. prawdopodobnie z kultury hamburskiej (ale możliwe że z kultury Federmesser albo z kultury ahrenburskiej). Wykształciła się głównie w Wielkopolsce, Małopolsce i na Śląsku. Najważniejszym stanowiskiem archeologicznym badającym zagadnienia z tego okresu jest Smolno Wielkie (niedaleko Zielonej Góry). Charakteryzuje się ona dużym podobieństwem do innych kultur rozwijających się w tym samym czasie na zachodzie i (częściowo) na południu Europy.
- Kultura ta była jedyną dużą kulturą rozwijającą się na ziemiach polskich w tamtym okresie. Około 6,5 tys. p.n.e. proces rozdrobnienia kultur późnopaleolitycznych sprawił, że kultura komornicka znikła. Została ona zastąpiona przez, już bardzo drobne inne kultury o charakterze jeszcze bardziej lokalnym (obejmujące mniejszy obszar), kończąc okres wczesnego mezolitu.

## Mezolit późny
- 6,5 tys. p.n.e. proces rozdrobnienia kultur był już w tak zaawansowanej fazie że właściwie można mówić o innej epoce a przynajmniej o jej kolejnej części. I tak podczas gdy na zachodzie i na południu terenów dzisiejszej Polski dominowały kultury lokalne, na wschodzie i na północy, do których nowe nurty kulturowe i ideologiczne przychodziły trochę później, widać było jeszcze kultury rozwijające się na obszarach dorównującym terenom dzisiejszym kilku województwom.
- Najważniejszą i zarazem rozwijającą się na największym terenie kulturą była kultura chojnicko-pieńkowska. Rozwinęła się ona ok. 6,5 tys. lat temu na terenach Mazowsza i Pomorza. Charakteryzowała się (tak jak zresztą wszystkie kultury mezolityczne) narzędziami drobnymi, starannie wykończonymi i o kształtach geometrycznych – dla tej kultury głównie trapezów i trójkątów. Obejmowała tereny Warmii, Mazowsza, Pomorza a także Kujaw, gdzie ścierała się z ...
- ...kulturą janisławicką. Narodziła się ona w środkowej Polsce ok. 6,5 tys. p.n.e. Była kulturą równoległą do kultury chojnicko-pieńkowskiej i o podobnych cechach – też przeważają narzędzia trapezoidalne, ale po raz pierwszy spotykamy się z gładzeniem kamienia. Rozwijała się ona na terenach środkowej Polski a także częściowo na Mazowszu, Wielkopolsce i Kujawach. Warto wspomnieć, iż jest to jedyna mezolityczna kultura na ziemiach polskich, która ma bliskowschodni charakter mezolitu (powolne osiadanie zwierzyny i ludzi na danych terenach).
- Tymczasem na Mazurach, Podlasiu i Polesiu rozwijała się kultura kundajska – potomek późnopaleolitycznej kultury świderskiej o dużej ilości cech kultury świderskiej także tych typowych dla paleolitu. Jest bowiem rozwijana przez koczowniczych łowców reniferów.
- Wszystkie te kultury zanikają ok. 4,5 tys. p.n.e. kończąc mezolit a rozpoczynając neolit.

## Okres przejściowy między mezolitem a neolitem
- ok. 5,5 tys. p.n.e. – pojawiają się pierwsze grupy rolników przybyłe z terenów Bałkańskich
- ok. 5,4 – 5,3 tys. p.n.e. – początki kultury ceramiki wstęgowej rytej
- ok. 4,8 tys. p.n.e. – upadek kultury ceramiki wstęgowej rytej, zarazem gospodarka neolityczna jest już rozprzestrzeniona po terenach całej Polski, początek kultury ceramiki wstęgowej kłutej
- ok. 4,5 tys. p.n.e. – koniec kultury ceramiki wstęgowej kłutej, i innych kultur pochodzących z wcześniejszego mezolitu i zarazem ostateczny koniec mezolitu na ziemiach polskich. Od tego momentu datuje się na tych terenach neolit.